# Nitrofuran
Nitrofurani su klasa lekova koji se tipično koriste kao antibiotici ili antimikrobici. Definišuća strukturna komponenta je furanski prsten sa nitro grupom.
Članovi ove klase lekova seu:
- Furazolidon, antibiotik
- Furylfuramid
- Nitrofurantoin, antibiotik
- Nitrofurazon, antibiotik
- Nifuratel
- Nifurhinazol, antibiotik
- Nifurtoinol, antibiotik
- Nifuroksazid, antibiotik
- Nifurtimoks, antibiotik
- Nifurzid, antiinfektovni agens

## Spoljašnje veze
- Nitrofurans на 